# Beautiful, Dirty, Rich
«Beautiful, Dirty, Rich» (англ. «Красивые, Дикие и Богатые») — песня, записанная американской певицей Lady Gaga и выпущенная как промосингл с её дебютного студийного альбома «The Fame».

## История создания

Lady Gaga исполняет песню во время европейской части тура The Monster Ball Tour.

«Beautiful, Dirty, Rich» была написана Lady Gaga и Rob Fusari в 2006 году, когда у неё был контракт с Def Jam. Во время прослушивания песни Def Jam разорвал с ней контракт. «Они не получат её» — говорит она в интервью Rolling Stone. Песня описывает её жизнь в 2005—2006 годах. Beautiful, Dirty, Rich получила успех очень быстро. Эта первая запись Гага, где она делала все: текст, музыку. Песня очень хорошо сочеталась с концепцией The Fame. Песня помогла ей в сделке с рекорд-лейблом в 2007 году.

Гага рассказала About.com, что песня резюмирует то время самопознания, когда она жила в Нижнем Ист-Сайде Нью-Йорка: 
«Я много пила, когда писала „Beautiful, Dirty, Rich“. Это было около двух лет назад, и это были настолько разные вещи. Прежде всего отчёт о том, кто ты, где ты живёшь, вы можете самостоятельно провозгласить, что это внутренняя слава, основываясь на своем личном стиле, а также на своем мнении об искусстве и мире. Но она так же о том, что в Нижнем Ист-Сайде очень много богатых детей, которые принимают наркотики. Я слышала, как мои друзья просят деньги у родителей перед вечеринкой. Это было очень интересное время. И неважно, кто ты, и откуда ты — вы можете почувствовать себя Beautiful, Dirty Rich». 

## Релиз
Сингл был выпущен исключительно на iTunes 16 октября 2008 года, включал только 1 песню. Сингл должен был стать вторым с альбома «The Fame», но был заменен на «Poker Face».

## Музыкальное видео
Режиссёром клипа стала Мелина Матсокас. Видеоклип начинается со сцены, где Гага лежит на столе, покрытом долларовыми купюрами. Певица облачена в красный винтажный купальник с шелковым капюшоном. Затем она идет по темному коридору особняка в чёрном наряде и солнечных очках вместе с несколькими людьми — кто-то перед ней держит зонт, кто-то танцует и бросает купюры перед ней. Затем Гага показана в окружении друзей в разных местах особняка.
Есть также несколько крупных планов, где Гага подобно сигарете скручивала и прикуривала купюру. В течение видео она терпит немногочисленные изменения в своих образах.